# Matrix Powertag/Saison 2015
Dieser Artikel listet Erfolge und Fahrer des Radsportteams Matrix Powertag in der Saison 2015 auf.

## Erfolge in der UCI Asia Tour
In den Rennen der Saison 2015 der UCI Asia Tour gelangen die nachstehenden Erfolge.
| Datum       | Rennen                            | Kat. | Fahrer          |
| ----------- | --------------------------------- | ---- | --------------- |
| 7. Mai      | 2. Etappe Tour de Banyuwangi Ijen | 2.2  | Benjamín Prades |
| 20. Mai     | 4. Etappe Tour of Japan           | 2.1  | Benjamín Prades |
| 30. Mai     | 2. Etappe Tour de Kumano          | 2.2  | Benjamín Prades |
| 28.–31. Mai | Gesamtwertung Tour de Kumano      | 2.2  | Benjamín Prades |

## Abgänge – Zugänge
| Zugänge              | Team 2014 | Abgänge        | Team 2015              |
| -------------------- | --------- | -------------- | ---------------------- |
| José Vicente Toribio | Team Ukyo | Eduard Prades  | Caja Rural-Seguros RGA |
| Keisuke Kitanishi    |           | Yōsuke Suga    | Gunma Grifin Racing    |
| Hayato Yoshida       |           | Yuya Komaki    | Unbekannt              |
| Ryo Chikatani        |           | Sebastián Mora | Unbekannt              |
|                      |           | Shun Tanioka   | Unbekannt              |
|                      |           | Yu Motosuna    | Unbekannt              |

## Mannschaft
| Name                 | Geburtstag         | Nationalität |
| -------------------- | ------------------ | ------------ |
| Ryo Chikatani        | 17. April 1992     | Japan        |
| Airán Fernández      | 30. Oktober 1988   | Spanien      |
| Ryōsuke Hashimoto    | 8. März 1992       | Japan        |
| Keisuke Kitanishi    | 7. Oktober 1990    | Japan        |
| Kazuyuki Manabe      | 16. Februar 1970   | Japan        |
| Naoki Mukaigawa      | 27. Dezember 1980  | Japan        |
| Daisei Nagara        | 9. Juli 1974       | Japan        |
| Benjamín Prades      | 26. Oktober 1983   | Spanien      |
| Kenji Takubo         | 11. September 1995 | Japan        |
| José Vicente Toribio | 22. Dezember 1985  | Spanien      |
| Chikari Wada         | 18. März 1992      | Japan        |
| Daiki Yasuhara       | 12. August 1991    | Japan        |
| Hayato Yoshida       | 19. Mai 1989       | Japan        |